# Noces de diamant
Noces de diamant és el nom amb què es coneix el seixantè aniversari d'un casament. Venen després de les noces d'or (50 anys) i abans de les noces de platí (75 anys).